# Сирень пушистая
Сире́нь пуши́стая (лат. Syringa pubescens) — кустарниковое растение, вид рода Сирень (Syringa) семейства Маслиновые (Oleaceae).

## Ботаническое описание
Кустарник высотой до 2 м и около 2 м в диаметре. Ветви прямостоячие, тонкие, с чечевичками. Однолетние побеги серого цвета, голые или иногда опушенные, четырёхгранные, с чечевичками. Чешуи почек опушенные.
Листья по своей форме колеблются от округло-яйцевидных до ромбически-яйцевидных, длиной 2—7 см и шириной 1,5—4 см, коротко заострённые или тупые на верхушке, основание широко клиновидное, цвет листа тёмно-зелёный, края реснитчатые; верхняя часть голая, нижняя часть более светлая и опушенная, главным образом возле жилок. Черешок длиной 0,6—1,2 см, голый, иногда может быть слабо опушен.
Соцветия прямостоячие, длиной 7 см и шириной 4—5 см. Ось соцветия голая или опушенная только на молодых растениях, цветочные почки длиной до 10,5 мм. Цветки розово-бледно-лиловые, душистые. Цветоножка голая или покрыты пушком. Чашечка голая или иногда опушенная, зубцы короткие, остроконечные. Трубка венчика цилиндрическая, длиной 1,2—1,5 см. Лепестки распростёртые, узкие, ложкообразные, остроконечные.
Коробочка продолговатой формы, длиной 1—2,2 см, заострённая, иногда с острым концом, бородавчатая. Цветёт в мае, на 2 недели раньше, чем сирень обыкновенная. Цветение продолжается около двух недель.

## Экология и применение
Произрастает в горах на высоте 1200—2400 м над уровнем моря.
В культуре используется с 1880 года. Ценится за раннее цветение и ароматные цветки. Используется для озеленения склонов.
В дикой природе сирень пушистая распространена в Китае — провинции Ганьсу, Хэбэй, Хубэй, Гирин, Ляонин, Цинхай, Шаньси, Шаньдун, Шэньси, Сычуань и в Корее.

## Классификация

### Таксономия
Вид Сирень пушистая (Syringa pubescens) входит в род Сирень (Syringa) семейство Маслиновые (Oleaceae).
|  |                  |  |                     |                          |                        |  | ещё 45 порядков покрытосеменных (согласно Системе APG II) | ещё 45 порядков покрытосеменных (согласно Системе APG II) |                                            |  |  |  | ещё 24 рода        | ещё 24 рода         |           |  |  |  |  |
|  |                  |  |                     |                          |                        |  | ещё 45 порядков покрытосеменных (согласно Системе APG II) | ещё 45 порядков покрытосеменных (согласно Системе APG II) |                                            |  |  |  | ещё 24 рода        | ещё 24 рода         | 4 подвида |  |  |  |  |
|  |                  |  |                     | отдел Цветковые растения |                        |  |                                                           |                                                           | семейство Маслиновые                       |  |  |  |                    | вид Сирень пушистая |           |  |  |  |  |
|  |                  |  |                     | отдел Цветковые растения |                        |  |                                                           |                                                           | семейство Маслиновые                       |  |  |  |                    | вид Сирень пушистая |           |  |  |  |  |
|  | царство Растения |  |                     |                          | порядок Ясноткоцветные |  |                                                           |                                                           | род Сирень                                 |  |  |  |                    |                     |           |  |  |  |  |
|  | царство Растения |  |                     |                          |                        |  |                                                           |                                                           |                                            |  |  |  |                    |                     |           |  |  |  |  |
|  |                  |  | ещё около 21 отдела | ещё около 21 отдела      |                        |  |                                                           | ещё 21 семейство (согласно Системе APG II)                | ещё 21 семейство (согласно Системе APG II) |  |  |  | ещё около 10 видов | ещё около 10 видов  |           |  |  |  |  |
|  |                  |  |                     | ещё около 21 отдела      |                        |  |                                                           |                                                           | ещё 21 семейство (согласно Системе APG II) |  |  |  |                    | ещё около 10 видов  |           |  |  |  |  |

### Подвиды
- Syringa pubescens subsp. julianae (C. K. Schneid.) M. C. Chang & X. L. Chen
- Syringa pubescens subsp. microphylla (Diels) M. C. Chang & X. L. Chen
- Syringa pubescens subsp. patula (Palib.) M. C. Chang & X. L. Chen
- Syringa pubescens subsp. pubescens[2]